# Kislőd
Kislőd (németül: Kischludt) község Veszprém vármegyében, az Ajkai járásban.

## Fekvése
A Bakony lábainál fekszik, egy háromszög alakú völgyben.
A közvetlenül határos települések: észak felől Farkasgyepű, északkelet felől Csehbánya, kelet felől Városlőd, délkelet felől Szentgál, dél felől Úrkút, délnyugat felől Ajka, nyugat felől Ajkarendek (Ajka településrésze), északnyugat felől pedig Magyarpolány.

### Megközelítése
Legfontosabb elérési útvonala a 8-as főút, ezen közelíthető meg keleti és nyugati irányból is; belterületén azonban csak a 73 121-es számú mellékút halad keresztül. Északi külterületeit érinti még a Pápa-Győr felé vezető 83-as főút is.
A hazai vasútvonalak közül a Székesfehérvár–Szombathely-vasútvonal érinti, melynek egy megállási pontja van a határai között: Városlőd-Kislőd vasútállomás, a belterületétől mintegy egy kilométerre délre, a két névadó települést összekötő országút mentén, nagyjából félúton.

## Története
A települést először egy 1492-es oklevélben említik mint a lövöldi (városlődi) karthauziak birtokát. A mohácsi vészt követően a Veszprémi Püspökség irányítása alá került, de külterületén a Balassa család is rendelkezett földekkel. Lakossága a 16-17. században jobbágyokból és egyházi nemesekből állt.
Számos forrás utal arra, hogy Mátyás király vadászatai alkalmával járt a településen.[forrás?]
A településre az 1730-as években nagyszámú német telepes érkezett, jelentős részük faszerszám-, faedény-, épületfa- és zsindelykészítéssel foglalkozott. 
A térségen belüli gazdasági szerepét évszázadokon keresztül a település határában működő vas- és üveghuta, a kőedénygyár, majd rövid ideig a téglagyár adta. 
A község határában feltárt bauxit-telér felszíni kitermelését 1962-ben kezdték meg.

## Közélete

### Polgármesterei
- 1990–1994: Magvas Antal (FKgP)[3]
- 1994–1998: Ifj. Magvas Antal (független)[4]
- 1998–2002: Somogyi Anna Mária (független)[5]
- 2002–2006: Somogyi Anna Mária (független)[6]
- 2006–2010: Somogyi Anna Mária (független)[7]
- 2010–2014: Somogyi Anna Mária (független)[8]
- 2014–2019: Somogyi Anna Mária (független)[9]
- 2019–2024: Bódis Zoltán (független)[10]
- 2024– : Bódis Zoltán (független)[1]

## Népesség
A település népességének változása:
| Lakosok száma | 1208 | 1194 | 1202 | 1179 | 1172 | 1156 | 1156 |
|               | 2013 | 2014 | 2015 | 2021 | 2022 | 2023 | 2024 |

A 2011-es népszámlálás során a lakosok 88,1%-a magyarnak, 28,2% németnek, 3,6% cigánynak, 0,3% románnak, 0,2% szlováknak mondta magát (11,8% nem nyilatkozott; a kettős identitások miatt az végösszeg nagyobb lehet 100%-nál). A vallási megoszlás a következő volt: római katolikus 72,9%, református 3,7%, evangélikus 0,6%, felekezeten kívüli 5,2% (17,4% nem nyilatkozott).
2022-ben a lakosság 93,5%-a vallotta magát magyarnak, 14% németnek, 3% cigánynak, 0,3% románnak, 0,2% ukránnak, 0,2% szerbnek, 1,6% egyéb, nem hazai nemzetiségűnek (6,4% nem nyilatkozott; a kettős identitások miatt a végösszeg nagyobb lehet 100%-nál). Vallásuk szerint 56,7% volt római katolikus, 3,7% református, 0,6% evangélikus, 0,2% görög katolikus, 0,1% egyéb keresztény, 0,5% egyéb katolikus, 8,2% felekezeten kívüli (29,9% nem válaszolt).

## Nevezetességei
Kislőd főterén, a barokk-klasszicista stílusban épült Római Katolikus Plébániatemplom közelében található a település leghíresebb látnivalója, a Rőthy Mihály Egyháztörténeti Múzeum, amely kegytárgy-gyűjteményéről ismert. Kuriózuma egy 1402-es évszámmal ellátott gerendarész, melyet a német telepesek hoztak magukkal emlékül.  A múzeum megtekintéséhez előzetesen időpontot kell kérni a plébánián.
A település említést érdemlő műemléke még a temetőben található Kálvária.
Kislőd kiemelkedő turisztikai és rekreációs központja a bányató köré épült fűrdőtelepen működő Sobri Jóska Bakonyi Kalandpark, amely 2009 nyarán nyitotta meg kapuit a vendégek előtt. Itt található Magyarország egyik leghosszabb drótkötélpályája. 
A kalandparktól induló 6,2 km hosszúságú tanösvény egészen Úrkútig, a csárdahegyi őskarsztig vezet.
A falu büszkesége a német nemzetiségi énekkar, amely nemcsak a faluban, hanem a falu határain kívül is gyakran ad önálló műsort.

## Képgaléria

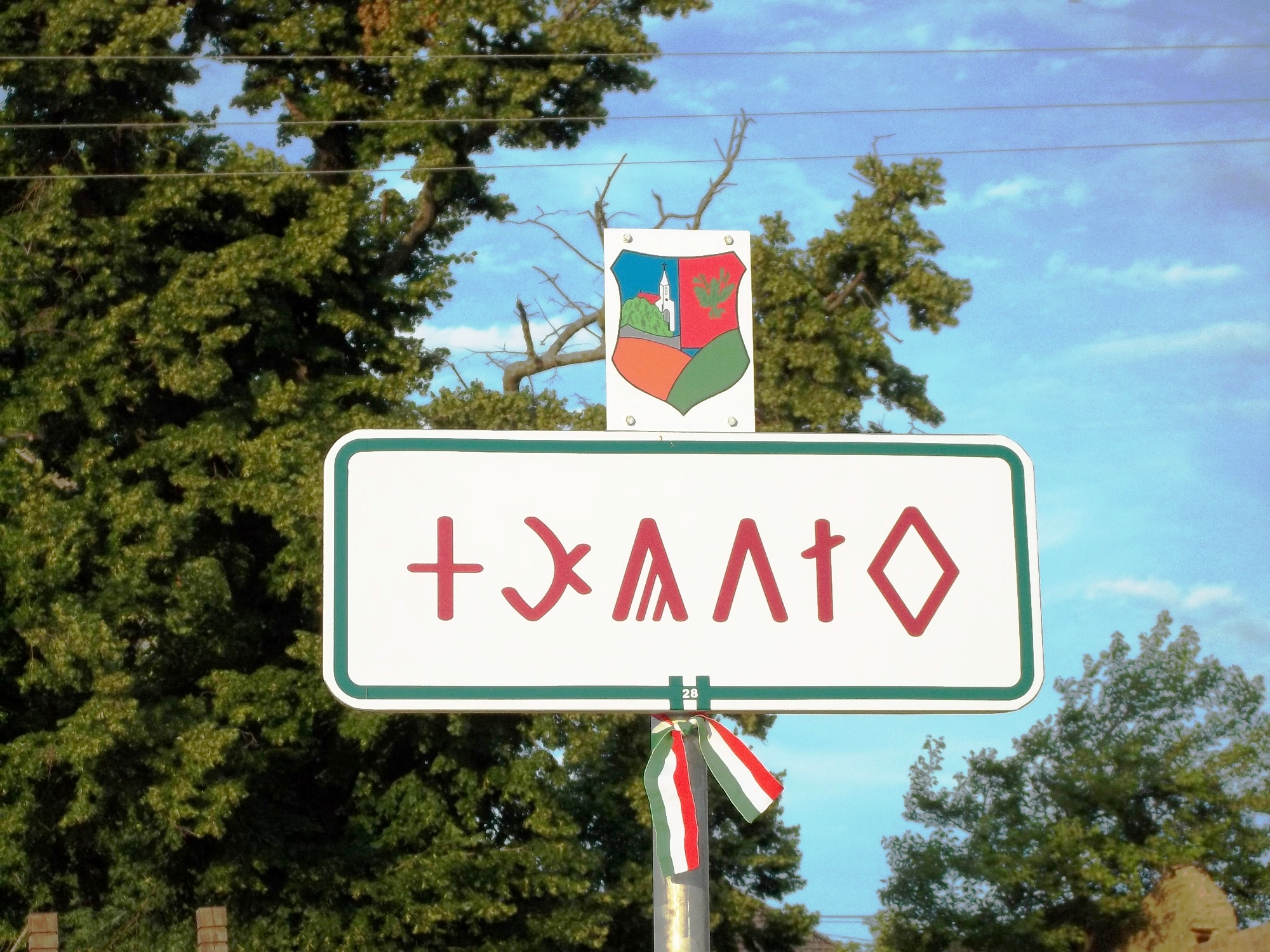
Rovásos helynévtábla és a település címere a falu szélén
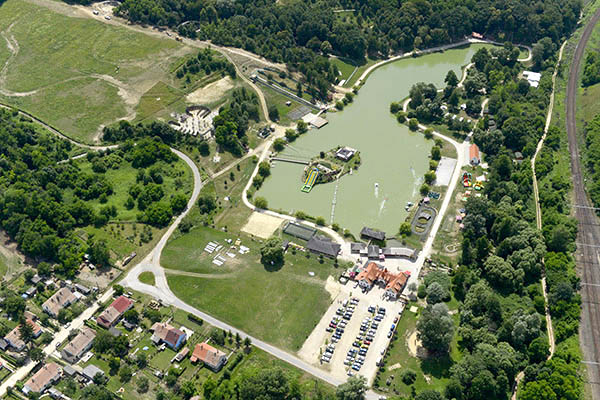
Sobri Jóska Bakonyi Kalandpark légi fotó